# Охридска търговска банка
Охридска търговска банка (на сръбски: Охридска трговска банка) е банка, съществувала в град Охрид, Кралството на сърби, хървати и словенци.

## История
Банката е основана с капитал от 2 милиона динара, поделени на 2 000 акции.